# Nectandra smithii
Nectandra smithii C.K.Allen – gatunek rośliny z rodziny wawrzynowatych (Lauraceae Juss.). Występuje endemicznie w Kostaryce oraz Panamie. 

## Morfologia
PokrójZimozielone drzewo dorastające do 20 m wysokości.
LiścieMają kształt od eliptycznego do lancetowatego. Mierzą 5–12 cm długości oraz 1,5–3,5 szerokości. Nasada liścia jest ostrokątna. Liść na brzegu jest całobrzegi. Wierzchołek jest ostry lub spiczasty. Ogonek liściowy jest nagi i dorasta do 5–12 mm długości.
KwiatySą zebrane w wiechy. Rozwijają się w kątach pędów. Dorastają do 2–8 cm długości. Płatki okwiatu pojedynczego mają eliptyczny kształt i białą barwę. Są niepozorne – mierzą 2–3 mm średnicy.
OwoceMają elipsoidalny kształt. Osiągają 15 mm długości oraz 10 mm średnicy.

## Biologia i ekologia
Rośnie w wilgotnych lasach podzwrotnikowych. Występuje na wysokości od 1100 do 1700 m n.p.m.

## Ochrona
W Czerwonej księdze gatunków zagrożonych został zaliczony do kategorii VU – gatunków narażonych na wyginięcie.